# أنهيلينا كالينينا
أنهيلينا كالينينا (بالأوكرانية: Калініна Ангеліна Сергіївна) مواليد 7 فبراير 1997 في أوكرانيا، هي لاعبة كرة مضرب أوكرانية وتحتل حالياً المرتبة 169 (21 مارس 2016) في تصنيف رابطة محترفات كرة المضرب. هي إحدى بطلات الجراند سلام. أعلى تصنيف لها في الفردي كان 148. أعلى تصنيف لها في الزوجي كان 260.

## النهائيات

### الفردي (3–5)
| الحصيلة | الرقم | التاريخ        | الدورة                      | الأرضية | المنافس            | النتيجة            |
| ------- | ----- | -------------- | --------------------------- | ------- | ------------------ | ------------------ |
| الوصافة | 1.    | 28 أكتوبر 2013 | إسطنبول، تركيا              | صلبة    | كسينيا بيرفاك      | 0–6, 5–7           |
| الوصافة | 2.    | 18 نوفمبر 2013 | بوتشا، أوكرانيا             | سجاد    | بولينا فينوجرادوفا | 6–4, 3–6, 4–6      |
| الوصافة | 3.    | 31 مارس 2014   | جاكسون، الولايات المتحدة    | ترابية  | ألريكك إيكري       | 2–6, 4–6           |
| الوصافة | 4.    | 3 نوفمبر 2014  | إكوردرفيل هينفيل، فرنسا     | صلبة    | ستيفاني فريتز      | 2–5, ret.          |
| الفوز   | 1.    | 6 أبريل 2015   | جاكسون، الولايات المتحدة    | ترابية  | جوانا كونتا        | 6–3, 6–4           |
| الفوز   | 2.    | 13 أبريل 2015  | بلهام، الولايات المتحدة     | ترابية  | لورا سيجموند       | 6–3, 7–5           |
| الفوز   | 3.    | 20 يوليو 2015  | ساكرامنتو، الولايات المتحدة | صلبة    | أن صوفي ميستاتش    | 4–6, 6–4, 6–3      |
| الوصافة | 5.    | 9 نوفمبر 2015  | براتيسلافا، سلوفاكيا        | صلبة    | جيسيكا مالكوفا     | 6–4, 6–7(3–7), 4–6 |

## الميداليات
| الميدالية | المسابقة                              |
| --------- | ------------------------------------- |
| ذهبية     | الألعاب الأولمبية الصيفية للشباب 2014 |

## روابط خارجية
- أنهيلينا كالينينا على موقع رابطة محترفات التنس (الإنجليزية)
- أنهيلينا كالينينا على موقع الاتحاد الدولي لكرة المضرب (الإنجليزية)
- أنهيلينا كالينينا على موقع بطولة ويمبلدون (الإنجليزية)
- أنهيلينا كالينينا على موقع خلاصة التنس.كوم (الإنجليزية)
- أنهيلينا كالينينا على موقع إي إس بي إن.كوم (الإنجليزية)
- أنهيلينا كالينينا على موقع اللجنة الأولمبية الدولية (الإنجليزية)
- أنهيلينا كالينينا على موقع أوليمبيديا (الإنجليزية)